# Patrick Lodewijks
Patrick Lodewijks (født 21. februar 1967 i Eindhoven, Holland) er en hollandsk tidligere fodboldspiller (målmand).
Lodewijks startede sin karriere hos PSV Eindhoven i sin fødeby, og var i sin første sæson reservemålmand for holdet, der vandt Mesterholdenes Europa Cup efter finalesejr over SL Benfica. Siden skiftede han til FC Groningen, hvor han spillede i ni sæsoner. Han stoppede sin karriere i 2007 efter at have tilbragt fem sæsoner hos Feyenoord.

## Titler
Æresdivisionen
- 1989 og 2000 med PSV Eindhoven

KNVB Cup
- 1988 med PSV Eindhoven

Mesterholdenes Europa Cup
- 1988 med PSV Eindhoven